# Piergiorgio
Piergiorgio  è un nome proprio di persona italiano maschile.

## Varianti
- Maschili: Pier Giorgio[1]
- Femminili: Piergiorgia[2]

## Origine e diffusione
Si tratta di un nome composto, formato dall'unione di Piero (ipocoristico di Pietro) e Giorgio.

## Onomastico
L'onomastico si può festeggiare il 4 luglio, in ricordo del beato Pier Giorgio Frassati, oppure lo stesso giorno dei nomi da cui è composto.

## Persone

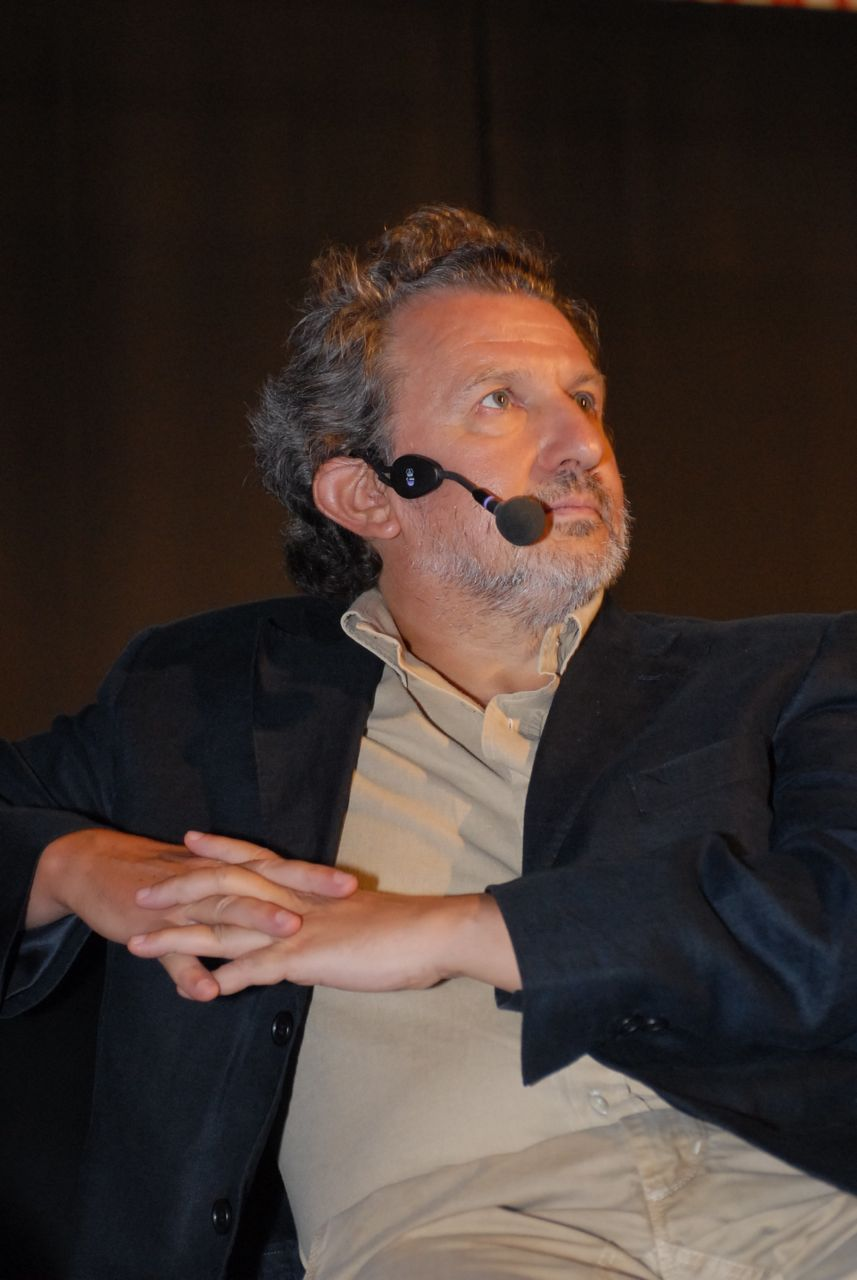
Piergiorgio Odifreddi

- Piergiorgio Bellocchio, critico letterario e scrittore italiano
- Piergiorgio Bontempi, pilota motociclistico italiano
- Piergiorgio Branzi, giornalista e fotografo italiano
- Piergiorgio Bucci, cavaliere italiano
- Piergiorgio Di Cara, scrittore, sceneggiatore e poliziotto italiano
- Piergiorgio Farina, violinista, cantante e compositore italiano
- Piergiorgio Giacchè,  antropologo, scrittore e saggista italiano
- Piergiorgio Maoloni, designer italiano
- Piergiorgio Massidda, politico e medico italiano
- Piergiorgio Negrisolo, calciatore italiano
- Piergiorgio Silvano Nesti, arcivescovo cattolico italiano
- Piergiorgio Odifreddi, matematico, logico e saggista italiano
- Piergiorgio Paterlini, scrittore e giornalista italiano
- Piergiorgio Righele, direttore di coro italiano
- Piergiorgio Sartore, calciatore italiano
- Piergiorgio Stiffoni, politico italiano
- Piergiorgio Welby, attivista, politico, giornalista, poeta e pittore italiano

### Variante Pier Giorgio
- Pier Giorgio Bellocchio, attore italiano
- Pier Giorgio Dall'Acqua, politico italiano
- Pier Giorgio Frassati, religioso italiano
- Pier Giorgio Gawronski, giornalista e politico italiano
- Pier Giorgio Licheri, politico italiano
- Pier Giorgio Merli, fisico italiano
- Pier Giorgio Micchiardi, vescovo cattolico italiano
- Pier Giorgio Perotto, ingegnere e informatico italiano
- Pier Giorgio Ricci, critico letterario e filologo italiano